# Тальгайм (Ааргау)
Тальгайм (нім. Thalheim AG) — громада  в Швейцарії в кантоні Ааргау, округ Бругг.

## Географія
Громада розташована на відстані близько 75 км на північний схід від Берна, 7 км на північний схід від Аарау.
Тальгайм має площу 9,9 км², з яких на 5,8% дозволяється будівництво (житлове та будівництво доріг), 50,1% використовуються в сільськогосподарських цілях, 44,1% зайнято лісами, 0,1% не є продуктивними (річки, льодовики або гори).

## Демографія
2019 року в громаді мешкало 812 осіб (+10,2% порівняно з 2010 роком), іноземців було 7%. Густота населення становила 82 осіб/км².
За віковим діапазоном населення розподілялося таким чином: 18,3% — особи молодші 20 років, 59,5% — особи у віці 20—64 років, 22,2% — особи у віці 65 років та старші. Було 336 помешкань (у середньому 2,4 особи в помешканні).
Із загальної кількості 258 працюючих 57 було зайнятих в первинному секторі, 74 — в обробній промисловості, 127 — в галузі послуг.